# Jacques Vercruyssen
Jacques Vercruyssen est un producteur de cinéma et de télévision et un réalisateur belge.
En 1969, il coréalise avec Éric Van Beuren le polar Léopold et sa valise, contenant course-poursuite, ce qui était rare dans la production cinématographique belge de cette époque.
Ce film est déjà produit par Odec, sa société de production.
Ensuite, Jacques Vercruyssen s'oriente vers la production, notamment en 1970 (sous le pseudonyme de James Alexander) des deux films de sexploitation de Henri Xhonneux (Brigade Anti-Sex et Et ma sœur ne pense qu'à ça), d'Émilie (série télévisée d'animation diffusée dans Récré A2 en 1979 et 1980), des deux premiers longs métrages de Marc Lobet : le film pour enfant Prune des bois en 1980 et Meurtres à domicile en 1982, un film policier d'après Thomas Owen et scénarisé par Jean Van Hamme, d'un ripoff (copie à modeste budget) des deux premiers Indiana Jones et du diptyque À la poursuite du diamant vert / Le Diamant du Nil : Les Roses de Matmata coréalisé par Jean-Pierre Berckmans en 1986, puis participe aux productions de la série animée d'André Franquin Les Tifous (1990) et à celle de Kirikou et la Sorcière (1998).